# 一氧化鏷
一氧化鏷是具放射性的無機化合物，是一種鏷的氧化物，化學式為PaO，是黑色的晶體。一氧化鏷具有鹽岩结构。

## 制備及性质
鏷氧化時，能產生少量的一氧化鏷。
一氧化鏷阳离子（PaO+）很活泼，可以活化烃类物质，如烯烃。